# سارة كاردويل
سارة كاردويل (بالإنجليزية: Sarah Cardwell) هي لاعبة الاسكواش أسترالية، ولدت في 10 أكتوبر 1991 في ملبورن في أستراليا.

## وصلات خارجية
- سارة كاردويل على موقع الاتحاد الدولي لمحترفي الاسكواش (مؤرشف) (الإنجليزية)
- سارة كاردويل على موقع SquashInfo.com (الإنجليزية)
- سارة كاردويل على موقع اتحاد ألعاب الكومنولث (مؤرشف) (الإنجليزية)
- سارة كاردويل على موقع دورة ألعاب الكومنولث 2014 (مؤرشف) (الإنجليزية)